# Handelshögskolans i Göteborg studentkår
Handelshögskolans i Göteborg studentkår, HHGS, är en av studentkårerna vid Göteborgs universitet. Medlemmarna utgörs av studenter vid Handelshögskolan vid Göteborgs universitet och omfattar studenter på såväl program som fristående kurser inom juridik, ekonomi, logistik samt samhällsvetenskaplig miljövetenskap. Antalet medlemmar var cirka 4 500 innan kårobligatoriet avskaffades och är numera cirka 2750.
Kårens dagliga arbete leds av kårledningen. Kårens primära uppgift är att utveckla utbildningen för att vidmakthålla en hög kvalitet på alla kurser och program som hålls vid fakulteten, det sker genom ett kontinuerligt och strategiskt utbildningsbevakningsarbete som leds av den utbildningsansvariga. Marskalkämbetet är kårens traditionsbärare och officierar bland annat vid professorsinstallationer, doktorspromotioner och examensdiplomeringar, samt ansvarar för produktionen av HHGS sångbok, Firom. Kårens huvudsamarbetspartners är Grant Thornton Sweden och Deloitte. 

## Historik
Under Handelshögskolans första termin uppgick antalet elever till nio personer. Dessa föreslog 1925 att en elevkår skulle bildas med obligatoriskt medlemskap. Den 21 september 1926 hölls det första kårmötet för Handelshögskolans i Göteborg Studentkår, HHGS. Under 1930- och 1940-talen arbetade organisationen fram utskott och verksamhet, som bland annat bedrevs i form av utbildningsbevakning, kåraftnar (så kallad ”klybb”) och resor. 1950-talet innebar en stor uppbyggnadsperiod för HHGS då kåren började utveckla sitt samarbete med andra kårer, såväl inom som utom landet. Redan 1948 grundade HHGS, tillsammans med ett antal andra studentkårer, den internationella organisationen AIESEC. Samarbetet kom även att gälla ekonomiskt studiestöd, bostäder, hälsovård, praktikantplatser med mera och gav resultat i form av statligt studiestöd.
År 1954 bildades det första Sexmästeriet, men redan från starten 1926 hade sexmästaren haft en plats i styrelsen. År 1959 bildades ”Musikcorpset Mistluren”. Mellan 1926 och 1952 disponerade HHGS ett par källarrum på Gamla Handels. En insamling till ett kårhus påbörjades, men då Handelshögskolan flyttade in i nya lokaler på Vasagatan år 1952, fick också studentkåren större utrymmen, och pengarna i kårhusfonden användes till inventarier. I början av 1960-talet inreddes det tidigare cykelgaraget till det som idag är känt som ”Tavernan”. HHGS sitter numer ett av de tre av så kallade L-skeppen, och en helt ny Handelspub har byggts i ett av de andra skeppen.
Då Handelshögskolan 1971 införlivades i Göteborgs universitet upphörde HHGS som studentkår. Studenterna vid den före detta Handelshögskolan blev istället medlemmar i Filosofiska Fakulteternas Studentkår (FFS). Samtidigt startades den frivilliga studentföreningen Götekon som en förening under FFS. Redan 1968 hade dock grunden lagts för två stiftelser anknutna till HHGS, i syfte att se till att HHGS tillgångar även i framtiden skulle tillfalla studenter vid Handelshögskolan. Götekons verksamhet tog fart i början på 1980-talet. Medlemsantalet fördubblades på fem år och många nya sektioner och aktiviteter kom igång, bland annat arbetsmarknadsdagarna Gadden.
I samband med förändringar av kårobligatoriet 1983 ansökte Götekon hos universitetet om att få bli en studentkår med tvångsanslutna medlemmar, vilket dock inte beviljades. År 1986 återbildades Handelshögskolan som en separat del inom Göteborgs universitet. Det dröjde dock till 1991 innan Götekon till slut blev godkänd som studentkår under det gamla namnet HHGS.
Kårordföranden känns lättast igen på den tjocka kedjan om halsen, som bär HHGS emblem. Kårens Inspector, lärarrepresentanten, hade en liknande kedja, också försedd med studentkårens emblem. Detta emblem stammar från kårens tillblivelse och har fått stå modell för Handelshögskolans märke. I centrum finns en merkuriestav, en gammal merkantil symbol som förknippas med den romerske guden Merkurius, beskyddaren av köpmän, talare och tjuvar. Emblemets bakgrund och färger, blått, vitt och guld, knyter an till Göteborgs stadsvapen och understryker den lokala förankringen. De flankerande eklöven är symboler för styrka och medborgerliga dygder.
De gamla traditionerna med ”klybb” lever vidare inom HHGS. De årligen återkommande större festerna är Av-/Påsitts sista januari i samband med byte av HHGS verksamhetsår, Valborgsfirandet, Nollningsfesterna i början på höstterminen, Juridiska föreningens årsbal i november samt HHGS julfest. Dessutom finns en rad årligen återkommande föreningsevenemang såsom; spexpremiär och ex-spex, banketterna i samband med arbetsmarknadsdagarna Gadden, Rekon och Gaius samt programföreningarnas olika fester.
HHGS ingår i nätverket U9 network, GUS och GFS. Studentkåren är även vänförening med Föreningen Ekonomerna vid Stockholms universitet, F.E.ST.

## Föreningar
- Bolagsstämmorna
- Handelsspexet, Göteborg
- Mistluren, studentorkester
- Handels IF